# Richard Lugo
Richard Martín Lugo Martínez (Lambaré, Paraguay, 20 de junio de 1992) es un futbolista paraguayo que juega de mediocampista y su equipo actual es el Nacional de la Primera División de Paraguay.

## Trayectoria
Después de jugar fútbol juvenil con el Udinese, Lugo se mudó al Colón de Santa Fe en el verano de 2010. Después de una y media temporadas en Argentina, regresó a su tierra natal, uniéndose a Independiente de Campo Grande.
Después de una temporada con el equipo, Lugo se mudó a su compañero de segunda división Sportivo Carapeguá. Fue una unidad importante en el centro del campo durante su período de seis meses, anotando tres goles en 23 apariciones.
El 7 de septiembre de 2013, Lugo se mudó al equipo italiano de la Serie B, Bari. Un día después hizo su debut en la división, comenzando en una derrota por 2-3 en Siena.
El 18 de diciembre de 2018 fue liberado de su contrato Virtus Francavilla por mutuo consentimiento.

## Clubes
| Club                       | País     | Año       | PJ  | Goles |
| -------------------------- | -------- | --------- | --- | ----- |
| Independiente CG           | Paraguay | 2012      | 25  | 1     |
| Carapeguá                  | Paraguay | 2013      | 23  | 3     |
| Bari                       | Italia   | 2013      | 20  | 1     |
| Grosseto                   | Italia   | 2014-2015 | 23  | 2     |
| Guaraní                    | Paraguay | 2016      | 0   | 0     |
| River Plate (cedido)       | Paraguay | 2016      | 12  | 0     |
| General Díaz               | Paraguay | 2017      | 9   | 0     |
| Bisceglie                  | Italia   | 2017-2018 | 19  | 1     |
| Virtus Francavilla         | Italia   | 2018      | 27  | 1     |
| Nacional                   | Paraguay | 2019      | 3   | 0     |
| S.S.D. Fidelis Andria 2018 | Italia   | 2019      |     |       |
| Fasano                     | Italia   | 2020      |     |       |
| Total                      | Total    | Total     | 161 | 9     |